# Impôt du braz
L'impôt du braz est un impôt indirect perçu dans la principauté de Liège à la suite de la Paix des Clercs (7 août 1287).

## Historique
Cet impôt taxant uniquement la bière vient remplacer, pour continuer à « subvenir à l'entretien des chaussées, des ponts, des murs, des portes et des fossés », l'impôt dit de la fermeté, aboli par la Paix des Clercs. L'impôt du braz est d'abord prélevé sur la tonne de bière (5 liards par tonne au départ) et ensuite, pour plus de profit, l'impôt est passé sur le braz. Le « braz » désigne ici les différentes céréales qui entrent dans la composition de la bière — vers le milieu du XVIIIe siècle, le prix par muid, le muid étant à Liège équivalent à 245,695 litres, était de 4 florins.
L'impôt était prélevé par douze personnes, six chanoines et six bourgeois élus par leurs pairs. Les brasseurs devaient payer cet impôt avant d'aller au moulin pour éviter toute forme de fraude. Le « braz » est le seul impôt sur la consommation pendant 18 ans après la Paix des Clercs. Il disparaît avec la révolution liégeoise (1789-1795) qui se finit par l'annexion de la Principauté de Liège à la France.